# Plympton (Massachusetts)
Plympton es un pueblo ubicado en el condado de Plymouth en el estado estadounidense de Massachusetts. En el Censo de 2010 tenía una población de 2.820 habitantes y una densidad poblacional de 72,1 personas por km².

## Geografía
Plympton se encuentra ubicado en las coordenadas 41°57′33″N 70°48′10″O / 41.95917, -70.80278. Según la Oficina del Censo de los Estados Unidos, Plympton tiene una superficie total de 39.11 km², de la cual 38.01 km² corresponden a tierra firme y (2.83%) 1.11 km² es agua.

## Demografía
Según el censo de 2010, había 2.820 personas residiendo en Plympton. La densidad de población era de 72,1 hab./km². De los 2.820 habitantes, Plympton estaba compuesto por el 96.84% blancos, el 0.85% eran afroamericanos, el 0.28% eran amerindios, el 0.78% eran asiáticos, el 0% eran isleños del Pacífico, el 0.28% eran de otras razas y el 0.96% pertenecían a dos o más razas. Del total de la población el 1.28% eran hispanos o latinos de cualquier raza.